# Palladismo
Ordem de Palladium (também chamada de palladismo) é um nome de uma alegada sociedade secreta satanista teísta ou membro dessa sociedade. O nome palladiano vem de Pallas e refere-se à sabedoria e ao aprendizado. Não tem qualquer relação com o estilo palladiano de Andrea Palladio.
Palladium seria uma seita anticristã esotérica fundada no século XVIII por altos representantes da Maçonaria. O termo aparece numa suposta correspondência entre Albert Pike e Giuseppe Mazzini. Para os Palladistas, o ídolo era a imagem do Baphomet da Ordem dos Templários e o ápice da cultura intelectual satanista, ou melhor, a adoração a Lúcifer como o princípio da laicidade e da iluminação espiritual, é a Ode a Satanás de Giosuè Carducci sua máxima expressão poética. Os mestres maçons gestores da sociedade seriam também chamados de Illuminati ou "invisíveis".

## História
Lewis Spence, na An Encyclopaedia of Occultism (1920), afirmou que "A Ordem de Palladium, fundada em Paris em 20 de maio de 1737, ou Soberano Conselho da Sabedoria" foi uma "ordem maçónica diabólica". As mulheres, de acordo com Spence, eram iniciadas como "companheiras de Penélope". A sociedade tinha duas ordens: Adelfos e companheiro de Ulisses. No entanto, a sociedade foi dissolvida pelas autroridades francesas alguns anos após a sua fundação .
Em 1891, Léo Taxil e Ricoux Adolphe alega ter descoberto a Ordem Palladiana. Um livro francês de 1892 Le Diable au XIXe siècle ("O Diabo no Século XIX", 1892), escrito pelo "Dr. Bataille" (na verdade o próprio Léo Taxil)   alega que os palladistas eram satanistas sedeados em Charleston, Carolina do Sul, liderados pelo maçom americano Albert Pike e que a ordem tinha sido criada pelo autor e patriota italiano liberal, Giuseppe Mazzini.
Uma suposta Diana Vaughan publicou Confissões de uma Ex-Palladista em 1895. Em 19 de abril de 1897, Léo Taxil convocou uma conferência de imprensa em que, segundo ele, iria introduzir Diana Vaughan ao público. Na conferência, em vez disso, anunciou que suas revelações sobre os maçons eram fictícias. Ele agradeceu ao clero católico pela sua ajuda em publicitar a suas alegações fantásticas.